# Asociación Tunecina de Profesores y Estudiantes de Español

La Asociación Tunecina de Profesores y Estudiantes de Español (en árabe: جمعية التونسية للمعلمين والطلاب من الإسبانية) (en francés: Association tunisienne des enseignants et des élèves de l'espagnol) (ATPEE) es una organización profesional creada en el 2011 en la ciudad de Túnez, Túnez. El objetivo principal de la asociación, es formar a profesores profesionales de la lengua española, como la enseñanza del idioma dirigido a estudiantes escolares y universitarios. Como también de promover la cultura hispana en el país africano, como historia, literatura, traducción y lenguas de la península ibérica como de España, Portugal, Andorra, Filipinas, Timor oriental, Iberoamérica y otros lugares del mundo donde tienen el español y portugués como lengua materna. Por vinculación histórica, algunas ciudades de Túnez formaron parte del imperio español durante el reinado de Carlos I de España en 1535. Cuando el sultán hafsida fue entonces restablecido en sus derechos bajo la protección de Carlos I y el país pasó a estar bajo tutela del reino de España.
Hoy en día el español en el país, es enseñado sobre todo en centros educativos escolares, desde el 2006, cuenta con programa vigente de la enseñanza del español. Aunque un grupo de profesores de español se reunieron para iniciar acciones en el ámbito de la enseñanza del español en Túnez, preocupados por la parte pedagógica de español y estudiantes de la lengua de Cervantes. A este grupo se adhirieron otros docentes, constituyéndose formalmente como Asociación Tunecina de Profesores y Estudiantes de Español en mayo del 2011. Lo cual es una entidad sin fines lucrativos para el fomento de la enseñanza y cultura hispánica en Túnez.